# Базешти (Алба)
Базешти (рум. Băzești) насеље је у Румунији у округу Алба у општини Соходол. Општина се налази на надморској висини од 860 m.

## Становништво
Према подацима из 2002. године у насељу је живело 43 становника, од којих су сви румунске националности.